# Паласов звиждак
Паласов звиждак (лат. Phylloscopus proregulus) је птица која се гнезди у планинским шумама од јужног Сибира на истоку до северне Монголије и североисточне Кине. Име је добио по немачком зоологу Петеру Симону Паласу, који га је први формално описао. Ова грмуша је јако миграторна јединка, зимујe углавном у јужној Кини и суседним подручјима југоисточне Азије, мада је последњих деценија све већи број пронађен у Европи у јесен.
Паласов звиждак једна је од најмањих палеарктичких грмуша, са релативно великом главом и кратким репом. Има зеленкасте горње и беле доње делове тела, лимун-жуту сапницу и жуте двоструке крилне траке, надкрила и централну пругу на круни. По изгледу је сличан неколико других азијских звиждака, укључујући и неке које су раније сматране његовим подврстама, иако његови карактеристични гласови помажу у идентификацији.
Женка гради гнездо у облику шоље на дрвету или грму и инкубира четири до шест јаја, која се излегу након 12-13 дана. Птиће углавном храни женка, а добијају комплетно перје када имају 12-14 дана; оба родитеља затим доносе храну око недељу дана. Паласова звиждак је инсектојед, храни се одраслим јединкама ларви и луткама малих инсеката и паука. Птице се хране у жбуњу и дрвећу, скупљајући плен са лишћа или хватајући плен у кратким летовима или док лебде. Паласов звиждак има велики ареал, а верује се да је њен број стабилан. Због тога је Међународна унија за заштиту природе (IUCN) оцењена као најмање угрожени такосон.

## Таксономија
Енглески назив паласовог звиждака (Pallas's leaf warbler) одаје почаст немачком зоологу Петеру Симону Паласу, који ју је пронашао на реци Ингода у Сибиру у мају 1772. године. Нову врсту је назвао Motacilla proregulus када је коначно објавио своја открића 1811. године. Тренутни назив рода Phylloscopus потиче од старогрчких речи phullon, „лист“, и skopos, „трагач“ (од skopeo, „гледати“). Специфични proregulus потиче од грчке речи pro, „близу“, и имена regulus, што се односи на сличну златну ћубу, коју има краљић (Regulus regulus).
Род Phylloscopus, који је први описао немачки зоолог Фридрих Боје 1826. године, обухвата око 50 врста малих инсектоједних грмуша Старог света које су зеленкасте или смеђе одозго, а жућкасте, беле или беж боје одоздо. Род је раније био део породице грмуша Старог света Sylvidae, али је сада одвојен као посебна породица Phylloscopidae.
Унутар рода, паласов звиждак је једна из групе сличних ситних азијских врста које карактерише жути надрепак, јак суперцилијум пруга преко ока, двоструке пруге на крилима и пруга на темену главе, некада одвојена као род Abrornis, али тренутно задржана у Phylloscopus.
Паласо звиждак је раније третирана као комплекс од неколико подврста, при чему се номинована подврста Phylloscopus proregulus proregulus гнезди у северној Азији, а друге подврсте се гнезде много јужније на великим надморским висинама у планинама од западних Хималаја на истоку до западне Кине (Јунан и северно до Гансуа и Хебеја). Иако су природњаци, попут Гилберта Вајта у 18. веку и Вилијама Едвина Брукса у 19. веку, приметили важност звукова у разликовању често веома сличних грмуша, њихови ставови годинама нису увек били прихваћени од стране орнитолошког естаблишмента. У скорије време, вокализације постају све важније у таксономији. У случају бивше подврсте паласовог звиждака, иако се разликују само незнатно по перју, јужне форме су веома препознатљиве по гласу. Њихове песме и оглашавања се разликују од оних код номиниване расе, а анализа ДНК из 2006. године је потврдила да су ови облици довољно различити да се сада третирају као засебне врсте, остављајући паласовог звиждака као монотипски таксон. Подељене врсте су:
- Лимунолеђи звиждак (Phylloscopus chloronotus) - Хималаји, зимују на нижим надморским висинама. Две подврсте, Phylloscopus chloronotus chloronotus и Phylloscopus chloronotus simlaensis .
- Сечуански звиждак (Phylloscopus forresti) - Јужно-централна Кина (Сичуан, северни Јунан), зимује на југу до Индокине; монотипски
- Звиждак из области Гансу (Phylloscopus kansuensis) - Централна западна Кина (Гансу), зимски ареал још није познат; монотипски
- Јунански звиждак (Phylloscopus yunnanensis) - Северно-централна Кина, зимује у југозападној Кини, Индокини; монотипски

Гнездећи ареали звиждака из области Гансу и јунанског звиждака се преклапају у јужном Гансуу, али су врсте еколошки раздвојене. Звиждак из области Гансу се налази у вишим шумским стаништима, а јунански звиждак користи нижа, често жбунаста станишта. Лимунолеђи звиждак се понекад користила као синоним за паласовог звиждака пре него што се врста поделила. Паласов звиждак се изгледа одвојио од јунанског звиждака 4.1–5.5 милиона година, а од својих других бивших подврста око 1,7–3,2 пре милиона година.

## Опис
Паласов звиждак је једна од најмањих грмуша, са великом главом и кратким репом. 9-10 цм дужине и 4-7 г тежин, нешто је мањи од шаренокрилог азијског звиждака и једва већа од краљића. Има зеленкасте горње делове и беле доње делове, али је веома упечатљив, са истакнутим бледожутим двоструким пругама на крилима, жутим надкрилним перјем и централном пругом на круни, и лимун-жутим плаштом. Кљун је црнкасто-смеђе боје са жућкастим нијансама на ивицама и основи доњег дела кљуна, дужица је смеђа, а ноге су смеђе са зеленом или сивкастом нијансом. Иако је жути плашт очигледан када је птица ниско у вегетацији или лебди, иначе је тешко видети је.
У Азији, Паласов звиждак може се разликовати од своје претходне подврсте по жућим пругама на глави, крилима и грлу, као и по другачијим вокализацијама. Друге азијске грмуше подсећају на паласовог звиждака; зеленолеђи звиждак (Phylloscopus pulcher) и хималајски звиждак (Phylloscopus subviridis) су веће, тамније зелене одозго и мање обележене, а њихове крилне пруге су жућкасто-беж и беле, респективно, не жуте. Пепељастогрли звиждак (Phylloscopus maculipennis) има сиве ознаке на глави, лицу и грлу, и бледожути доњи део тела.
Полови паласовог звиждака имају слично перје, али зимујуће птице су нешто светлије зелене одозго и имају широке, светле ресе на летним перима. Млади су слични одраслима, али имају смеђу нијансу на горњем делу тела, сивкасто-бели доњи део тела и тупији суперцилијум. Одрасле јединке имају потпуно митарење након парења у августу или септембру пре него што мигрирају на југ. Млади и одрасли јединке пре парења делимично се пресвлаче у марту или априлу, замењујући целокупно перје на телу и нека перја на репу.
Песма паласовог звждака допире са скривеног места близу врха високог дрвета. Јак је и продужен, са мешавином звиждука, "tirrit-tirrt-tirrit-terchee-choo-choo-chee-chee-chee" или слично, са неким фразама које подсећају на канаринаца, и прошараним трилерима. Траје 2-4 секунде и могу се чути у зимским боравиштима, као и код птица које се гнезде. Оглашавање је кратак, тихи "dju-ee". Насупрот томе, прве подврсте имају сасвим другачије песме, са континуираним звецкањем неколико секунди, или понекад минута. Њихова оглашавања су обично оштри и једносложни.

## Распрострањеност и станиште
Паласов звиждак се гнезди у Сибиру од Алтајских планина источно до Охотског мора, северне Монголије, североисточне Кине и могуће Северне Кореје. Снажно је миграторна врста и зимује углавном у суптропским јужним деловима Кине, северном Тајланду и другим деловима североисточне Индокине. Ретко је, али се јавља годишње у Јапану.
Паласов звиждак се гнезди у четинарским тајга шумама, укључујући јелу, смрчу, бор и ариш, или у мешовитим шумама са врбом, јовом и високим процентом четинара. У јужној и далекоисточној Русији гнезди се од 1.500-1.700 м надморске висине. Зими користи шири спектар станишта, укључујући широколисне шуме и жбуње, као и четинаре, и може се наћи у речним долинама све до нивоа мора.

### Остали покрети
Паласов звиждак се сада редовно јавља у Европи у јесен. Први познати европски рекорд је забележен 1829. године у Далмацији, данашњој Хрватској, али Џон Гулд, који га је формално описао, није схватио да је врста већ откривена у Азији, па га је назвао „далматинским регулусом“ Regulus modestus. Немачки орнитолог Хајнрих Гетке, који се преселио на тадашње британско острво Хелголанд 1837. године и остао тамо око педесет година, касније је показао да се неколико азијских врста, укључујући повременог паласовог звиждака, редовно налази тамо у јесен.
На крајњем западу Европе, први паласов звиждак у Великој Британији је одстрељена 1896. године, иако је друга пронађена тек 1951. године. Након тога, ова врста је постајала све чешћа, престајући да буде национална реткост крајем 1990. године. На пример, 2003. године у Британији је забележено 313. Паласов звиждак а се такође јавља најмање једном годишње у Шведској, Финској и Данској.
Већина паласових звиждака које се налазе у Европи су птице у првој години живота, и предложено је неколико разлога за велико повећање броја у јесен. У прошлости су ове грмуше углавном сматране луталицама или обрнутим мигрантима, али се у скорије време сматрало да обављају редовну миграцију, користећи благу океанску климу на западним рубовима Европе за презимљавање. Мана те теорије је да би многе птице требало да зимују у Шпанији, посебно на северозападу, али паласов звиждак је ретка у тој земљи и има тенденцију да се јавља на истоку. Шпански орнитолог Едуардо де Хуана је стога предложио да се, када грмуше стигну до северозападне Европе, преоријентишу ка југоисточном правцу.
Ван Европе, паласов звиждак је забележен као луталица у северној Африци (Тунис и Мароко), западној Азији (Израел, Турска и Иран), централној Азији (Узбекистан и Таџикистан), југоисточној Азији (Бангладеш и Тајван) и Аљасци. 

## Понашање
Паласов звиждак није опрезна птица, али њен неупадљиви начин живота на дрвећу отежава њено посматрање, посебно у густом лишћу. Стално је у покрету и често лебди кратко попут краљића, мада чешће, а понекад може да виси наопачке.

### Гнежђење
Гнежђење је од јуна до јула, а јаја полажу од средине јуна. Гнездо гради женка у четинарском дрвету, обично поред дебла на 0,5-10 м изнад земље, понекад у жбуњу. То је округла или елиптична чаша направљена од гранчица, лишћа и друге вегетације, обложена финијим материјалом, укључујући перје, длаке или фине траве. Женка полаже и инкубира четири до шест плаво-сивих, белих јаја са пегама. Излегу се након 12-13 дана, а птићи добијају комплетно перје када напуне 12-14 дана. Храни их углавном женка док су у гнезду, али оба родитеља још око недељу дана након излетања. На југу подручја, пар понекад може одгајити друго легло. Територија за гнежђење у централном Сибиру је обично 3-5 хектара, ретко чак 10 хектара.
Паласов звиждак као и други чланови свог рода, домаћин је источноазијске кукавице (Cuculus optatus), паразита легла. Кукавичје јаје је по изгледу слично јајима врсте домаћина, мада веће.

### Храњење
Као и њени сродници, паласов звиждак је инсектојед, храни се одраслим јединкама, ларви и луткама малих инсеката, укључујући муве, мољце и лисне уши; лови и пауке. Птице се хране у жбуњу и дрвећу, скупљајући плен са лишћа или хватајући плен у кратким летовима или док лебде. Када се не гнезде, могу се придружити мешаним јатима у потрази за храном заједно са сеницама, краљићима и другим грмушама. У Азији, пратеће врсте могу такође укључивати белооке (Zosteropidae), минивети (Pericrocotus) и брбљивице (Timaliidae).

## Статус
Паласов звиждак има велики ареал и иако глобални трендови популације нису квантификовани, сматра се да је број стабилан. Ова врста се не приближава праговима за критеријум смањења популације Црвене листе IUCN-а (то јест, смањење за више од 30 процената за десет година или три генерације). Из тих разлога, IUCN га је проценио као најмање угрожени таксон.
Паласов звиждак је широко распрострањен, честа и локално бројна у Русији и североисточној Кини. Густина гнежђења до 35–50 парова по км² забележена је у југоисточној Русији, са само нешто нижим бројкама у Сибиру. Локално је уобичајена врста у деловима својих зимовалишта у југоисточној Азији.

## Белешке
1. ↑  Pallas led a scientific expedition to Siberia, sponsored by Catherine the Great, between 1768 and 1774.[2]
2. ↑  Gould did the preliminary sketch, and his wife Elizabeth completed the detailed final painting.[24]

## Цитирани текстови
- Baker, Kevin (1997). Warblers of Europe, Asia and North Africa (Helm Identification Guides). London: Helm. ISBN 978-0-7136-3971-1.